# Porta (Nou Barris)

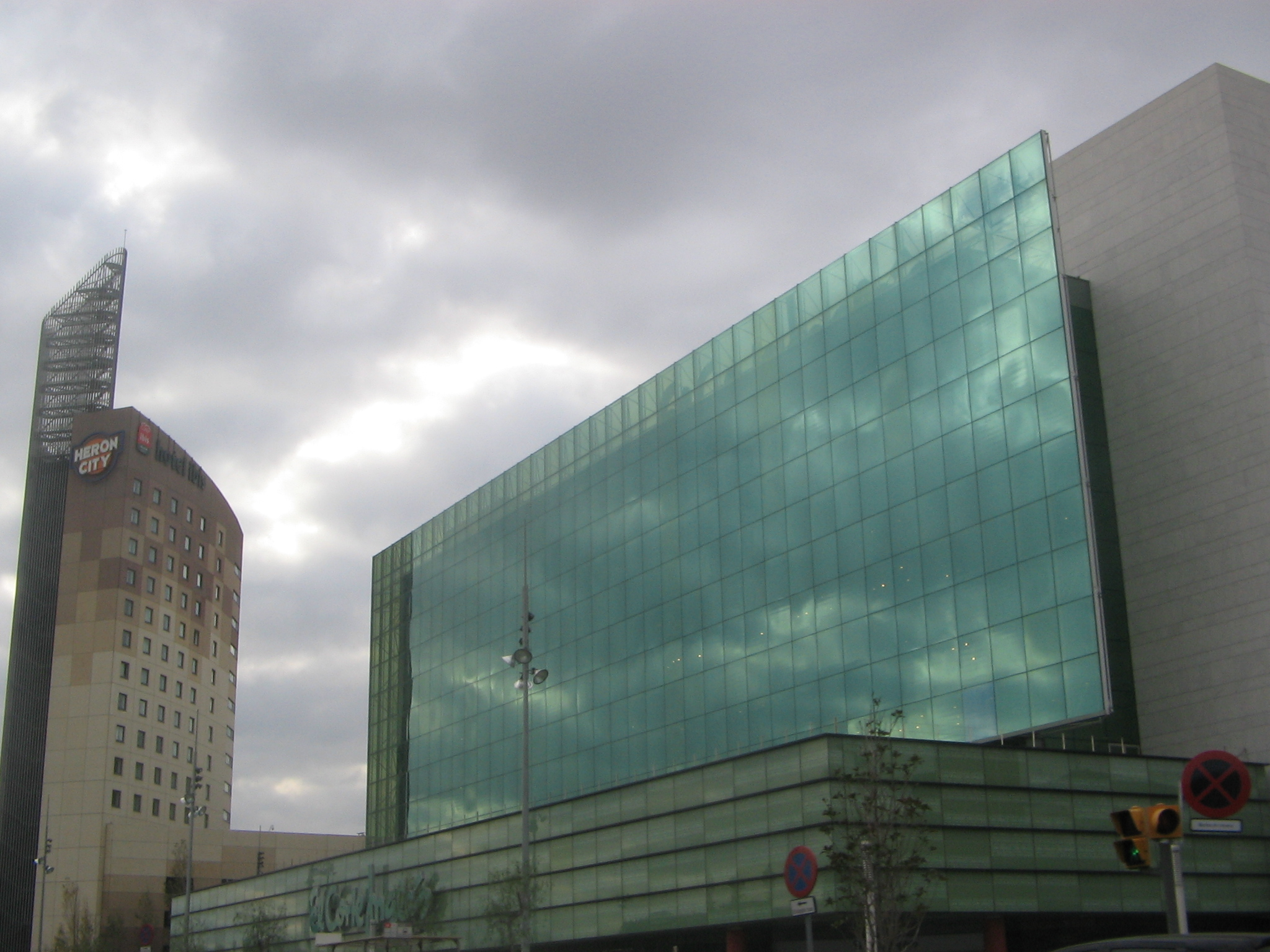
Zona comercial i d'oci del barri de Porta, amb l'Heron City, a l'esquerra, i El Corte Inglés de Can Dragó, a la dreta.

Porta és un barri del districte de Nou Barris de la ciutat de Barcelona que limita amb el districte de Sant Andreu per l'avinguda Meridiana. Els altres eixos principals que delimiten el barri són el passeig de Fabra i Puig, el Carrer del Doctor Pi i Molist, el Passeig del Verdum i el passeig de Valldaura. Té una superfície de 84 hectàrees i uns 27.796 habitants (2021).
S'hi conserven Can Verdaguer i Can Valent, antigues masies rurals. Hi té la seu Som Multiespai, el major centre d'oci del barri. El major centre comercial del barri és El Corte Inglés de Can Dragó. S'hi troba també el Parc Esportiu de Can Dragó. Té les estacions de metro de Virrei Amat i Llucmajor, de les línies 5 i 4 respectivament. D'autobús hi passen les línies H6, 11, 12, 34, 36, 47, 50, 51, 62, 74, 76, 80, 81, 82, 96, 97 i 104.

## Història
La història d'aquest barri comença el 1839 quan l'antic municipi de Sant Andreu de Palomar, degut a l'augment de població, va traslladar el seu cementiri als terrenys de l'actual barri de Porta. Més tard al voltant del cementiri es van edificar petites indústries i altres edificacions.
La urbanització del sector va continuar durant els segles xix i xx i va donar inici al barri de Porta que va quedar separat de Sant Andreu per les vies del ferrocarril de la línia de Saragossa.

## Equipaments
Ateneu la Bòbila de Porta
Equipament municipal situat a la Plaça Sóller. Obert l'any 2015, aquest espai esta gestionat pel teixit associatiu del barri de Porta, concretament per la per la Federació Transforma Porta.
Casal de Joves de Porta
Equipament municipal situat dins l'Ateneu la Bòbila de Porta, a la plaça Sòller.￼
Centre Cívic Can Verdaguer
El Centre Cívic Can Verdaguer, és un equipament municipal al servei del barri de Porta, ubicat al Districte de Nou Barris de la ciutat de Barcelona. Aquest està situat al Carrer Piferrer nº 94-100.
Casal de gent gran la Casa Nostra
Equipament municipal situat al carrer Maladeta número 38.

## Masies

### Can Borràs
Can Borràs era una masia d'origen medieval que presentava una capella gòtica. Va ser enderrocada amb motiu de la urbanització del passeig del Valldaura i dels carrers adjacents. Exactament, correspondria al número 254-256 del passeig de Valldaura. Un carrer proper a l'indret on s'ubicava la masia porta el seu nom.

### Can Verdaguer
Can Verdaguer és una de les últimes masies en ús de la ciutat de Barcelona. Actualment trobem el Centre Cívic Can Verdaguer.

### Can Valent
Can Valent és amb la veïna Can Verdaguer, una de les dues Masies que encara es conserven al barri de Porta. Està situada a la confluència entre l'avinguda Rio de Janeiro i el carrer Pintor Alsamora, forma part del catàleg de patrimoni arquitectònic de Barcelona. Durant molt anys va estar malmès, on només hi quedava part de la façana dempeus. Davant la lluita veïnal per a la seva rehabilitació i convertir-lo en un equipament, al 2021 l'Ajuntament va accedir a rehabilitar-la.